# Zhou Wei Hui
Zhou Wei Hui（周卫慧, en pinyin Zhōu Wèi Hùi）(Ningbo, 1973), conocida en Occidente como Wei Hui, es una escritora china. 

## Biografía
De niña viajó mucho porque su padre era militar de alta graduación. Acabó sus estudios de filología china en 1995 en la Universidad de Fudan tras un año de entrenamiento militar.

## Trayectoria
Wei Hui publicó con 21 años su primer relato corto y cuatro libros antes de consagrarse con su primera novela larga, Shanghai Baby (上海宝贝) (2000), que vendió más de 80.000 ejemplares en dos semanas hasta que las autoridades chinas la prohibieran por decadente, viciosa y esclava de la cultura extranjera. Aun así, los ejemplares piratas de la novela la convirtieron en la autora más leída en China. La obra, semiautobiográfica, narra la historia de Coco, una joven china aspirante a escritora. Ha sido publicada en 45 países y traducida a 34 idiomas. La película homónima con guion de la autora fue dirigida por el director y productor alemán Berengar Pfahl y protagonizada por la actriz china Bai Ling.
Marrying Buddha, Casada con Buda (我的禅) (2005), es la continuación de Shanghai Baby y narra las aventuras Coco en Nueva York; ha sido censurada, modificada y publicada con otro título en China.
A comienzos del 2007, Wei se lesionó accidentalmente la columna y permaneció un mes en coma. Apenas unas semanas después de despertar, se publicó en China la novela Dog Dad (狗爸爸) (2007), que en palabras de la propia autora no tiene nada que ver con el sexo, a diferencia de los dos libros citados anteriormente. La historia cuenta cómo una chica de Shanghái decide volver en busca de su antiguo amor. Wei, la chica en cuestión, rechaza la propuesta de matrimonio de su novio Zhe, que entonces la deja. Wei decide hacerse con el perro de la pareja, Lu Fengchan, para hacer volver a Zhe. Una novela que habla sobre la bondad, el coraje y la fe, así como de la capacidad de perdonar. Y tener una gran fe junto a la capacidad de perdonar no es algo fácil, dice la propia autora. Esta además hace saber su desacuerdo con el título internacional que eligió su editorial en la primera edición, mostrándose a favor de Doggy Dog, ya que la única razón por la que la novela se llame así es porque aparece un perro que habla en ella.
A Wei Hui se le suele asociar con Mian Mian, otro miembro de la llamada Nueva Generación.

## Obra
- 2000 (上海宝贝) (Shanghai Baby) ISBN 3-550-08343-2
- 2005 (我的禅) (Marrying Buddha) ISBN 3-550-08620-2
- 2007 (狗爸爸) (Dog Dad) ISBN 978-7-5063-3984-1